# The World Today
The World Today ist ein Lied des US-amerikanischen Bluesmusikers John Lee Hooker (1917–2001). Es wurde auf dem Doppelalbum Hooker ’n Heat (Liberty Records) zusammen mit der Bluesrockband Canned Heat im Mai 1970 aufgenommen und hat eine Länge von knapp acht Minuten. 1996 erschien es auch auf dem Album The Best of Hooker ’n Heat (Capitol Records), das zehn Songs des Originals zusammenfasst. Hooker ’n Heat wurde 1991 und 2004 erneut aufgelegt.

## Inhalt und Hintergrund
Hooker singt zur Gitarre und wird von Alan „Blind Owl“ Wilson, der hier das letzte Album vor seinem Tod im selben Jahr einspielte, zurückhaltend auf dem Piano begleitet. Ein Schlagzeug wird durch Hookers typisches Aufstampfen („stomping“) ersetzt. Er kündigt den als Sprechgesang gehaltenen, langsamen Song zunächst an: „It’s a slow-goin’ thing ... it’s about what happenin’ today, there will be happenin’ maybe four, five years from today ... all over the world. I want you listen to this.“ Das Lied ist vor dem Hintergrund der weltweiten 68er-Bewegung, eines bezüglich der Frage der Gleichbehandlung Weißer und Schwarzer gespaltenen Amerikas und, speziell das Aufnahmedatum betreffend, des Kent-State-Massakers zu verstehen, bei dem am 4. Mai 1970 vier gegen den Vietnamkrieg demonstrierende Studenten von Soldaten der amerikanischen Nationalgarde erschossen und neun weitere teilweise schwer verletzt wurden. Der zu diesem Zeitpunkt 52-jährige Hooker beklagt den Zustand einer von Konflikten zerrissenen Welt als „Alptraum“ und stellt sich auf die Seite einer Jugend, die aus den Fehlern der Generation ihrer Eltern lernen und sie ablösen werde:

„Look at here now, you’ll find some of them old people. They’re not hip to the modern days. They want their kids to live like they live. But no, them days are gone. It’s a brand new world. […] The old folks, when they’re gone, […] it’ll be a better world to live in.“